# Johannes Petrus Künckel

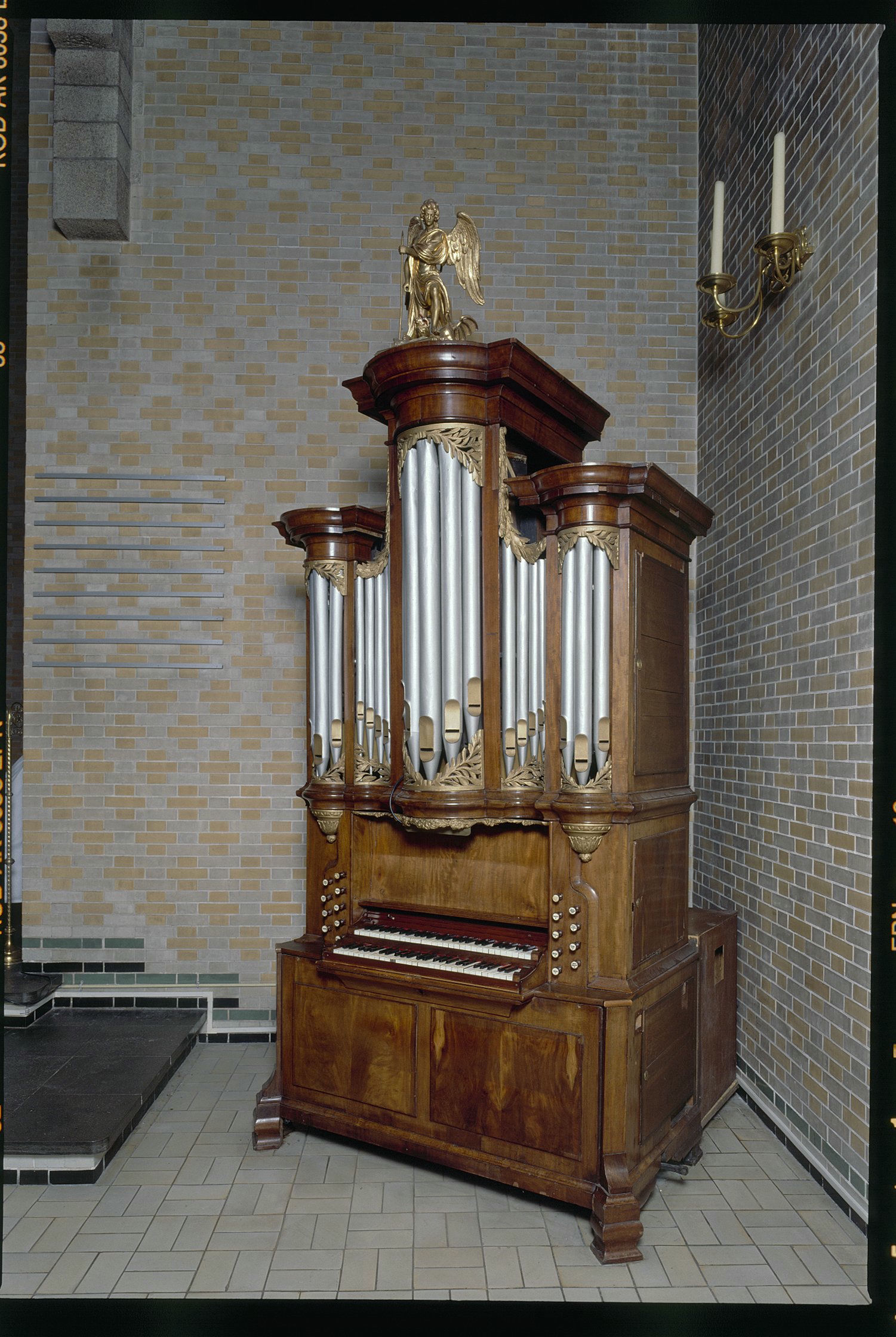
Oudkatholieke kerk (Haarlem)

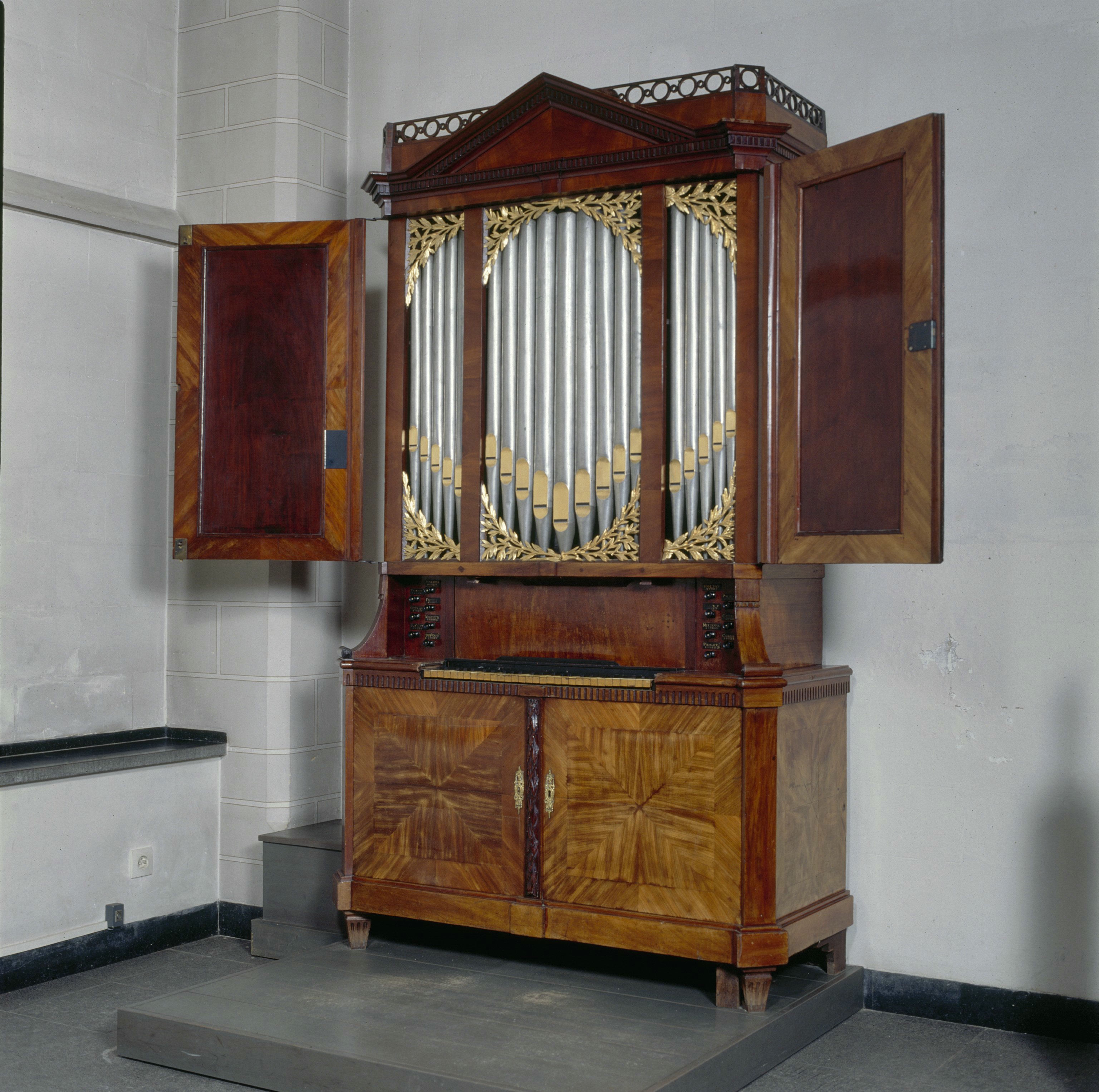
Kabinetorgel Sint-Servaaskapel (Maastricht)

Johannes Petrus Künckel (Elberfeld, ± 1750 - 1815) was een Rotterdamse orgelbouwer van Duitse afkomst.

## Orgels
Er zijn (slechts) zeven kerkorgels gedocumenteerd die van zijn hand zijn. Daarnaast heeft hij acht huisorgels gebouwd. De volgende orgels zijn van hem bekend:
- Het orgel van de Vermaning te Zaandam uit 1784.
- Het orgel van de Hervormde Kapel te Hoorn uit 1784, in 2004 aangekocht door de Protestantse Gemeente van Workum.
- Het orgel van de Oudkatholieke Kerk aan de Kinderhuissingel te Haarlem uit 1785, in 1973 in gebruik genomen. Voordien stond het in de Gereformeerde Maranathakerk te Driebergen.
- Het orgel in de Hervormde Kerk van Dirksland uit 1803.
- Het orgel in de Gereformeerde Kerk De Korenaar (thans behorend tot de PKN) te Hazerswoude-Dorp.
- Een kabinetorgel uit 1785 in de Waalse Pieterskerk te Utrecht.
- Het kabinetorgel in de Sint-Servaaskapel (dagkapel) van de Sint-Servaasbasiliek te Maastricht.
- Een secretaireorgel uit 1802 in het gemeenschapshuis Concordia te Maasdijk.